# Серебряный Самурай
Серебряный Самурай (англ. Silver Samurai) — псевдоним нескольких персонажей американских комиксов издательства Marvel Comics. 
Первый, Кенуитиё Харада (англ. Kenuichio Harada), дебютировал в Daredevil #111 (Апрель 1974) и был создан сценаристом Стивом Гербертом и художником Уильямом Робертом Брауном. Он является мутантом, который обладает способностью направлять энергию через свой меч, благодаря чему тот может разрезать всё, что угодно. Первоначально появившись в качестве врага Сорвиголовы, Харада впоследствии стал одним из личных врагов Росомахи, который встал на его пути в борьбе за лидерство в клане Ясида со сводной сестрой Марико, после чего Харада вознамерился отомстить за честь своей семьи. Несмотря на свою принадлежность к преступному клану Ясида, он, в конечном итоге, стал героем и состоял в союзе с такими командами, как Big Hero 6. 
Второй, Сингэн «Син» Харада (англ. Shingen Shin Harada), был сыном Кенуитиё Харада, который назвал мальчика в честь своего отца, лорда Сингэна Ясиды.

## Вне комиксов

### Телевидение
- В эпизоде «Лотос и клинок» мультсериала «Люди Икс» (1992) Кенуитиё Хараду / Серебряного Самурая озвучил Денис Акияма[10].
- Кион Янг озвучил Кенуитиё Хараду / Серебряного Самурая в мультсериале «Росомаха и Люди Икс» (2009)[10].
- Кенуитиё Харада / Серебряный Самурай появляется в аниме «Мстители: Дисковые войны» (2014), где его озвучил Таканори Нисикава[11].
- Кенуитиё Харада / Серебряный Самурай появляется в мультсериале «Хит-Манки» (2021)[12], где его озвучил Ношир Далаль[10].

### Кино
Серебряный Самурай является главным антагонистом фильма «Росомаха: Бессмертный» (2013), действие которого разворачивается в рамках кинофраншизы «Люди Икс» от студии 20th Century Fox. Его личность использует Итиро Ясида, роль которого исполнил Хэл Яманучи, в то время как Кен Ямамура сыграл молодую версию персонажа. Он представляет собой собирательный образ из Огуна и Серебряного Самурая. Итиро — основатель технологической империи клана Ясида, отец Сингэна Ясиды, дед Марико Ясиды и приёмный отец Юкио. Во время Второй мировой войны, в день, когда США сбросила атомную бомбу на Нагасаки, японский солдат Итиро был спасён Логаном, после чего стал одержим его исцеляющим фактором. Годы спустя, умирающий от рака Ясида разыскал Логана и попытался убедить его передать ему исцеляющий фактор, и, получив отказ, скончался на следующий день. На самом деле Итиро сфальсифицировал свою смерть и поручил Гадюке помочь ему разработать гигантский роботизированный костюм из адамантия, вооружённый катаной и вакидзаси, способным перегреться, чтобы с его помощью украсть силы Логана. После устранения своего исполнителя Кенуитиё Харады за предательство, Итиро отрезает адамантиевые когти Логана и извлекает его лечебный фактор. Тем не менее, Марико использует когти, чтобы напасть на Итиро, который теряет контроль над своим костюмом, в то время как Логан восстанавливает свои оригинальные костяные когти и убивает его.

### Видеоигры
- Кенуитиё Харада / Серебряный Самурай — один из игровых персонажей в X-Men: Children of the Atom (1994), где его озвучил Ясуси Икэдой[10].
- Кенуитиё Харада / Серебряный Самурай — игровой персонаж в Marvel vs. Capcom 2: New Age of Heroes (2000)[15], где его вновь озвучил Икэда[10].
- Кенуитиё Харада / Серебряный Самурай, озвученный Кеоном Янгом[10], является одним из боссов игры X-Men: The Official Game (2006).
- Эндрю Кисино озвучил Кенуитиё Хараду / Серебряного Самурая в игре Lego Marvel Super Heroes (2013)[10], где тот является одним из открываемых игровых персонажей[16].

### Товары
В 2020 году Iron Studios выпустила статуэтку Серебряного Самурая.